# Municipio Zapotlán del Rey
Koordinaten: 20° 28′ N, 102° 56′ W
Zapotlán del Rey ist ein Municipio im mexikanischen Bundesstaat Jalisco in der Región Ciénaga. Das Municipio hatte beim Zensus 2010 17.585 Einwohner; die Fläche des Municipios beträgt 401,2 km².
Größter Ort im Municipio und Verwaltungssitz ist das gleichnamige Zapotlán del Rey, weitere Orte mit mehr als 1.500 Einwohnern sind Santiago Totolimixpan und Ahuatlán. Insgesamt umfasst das Municipio 58 Ortschaften.
Das Municipio Zapotlán del Rey grenzt an die Municipios Zapotlanejo, Tototlán, Ocotlán, Poncitlán und Juanacatlán.
Das Gemeindegebiet liegt auf durchschnittlich etwa 1550 m über dem Meeresspiegel. Etwa die Hälfte der Fläche wird landwirtschaftlich genutzt, gut ein Drittel ist bewaldet.